# Johannes R. Becher
Pour les articles homonymes, voir Becher.
Johannes R. Becher, né le 22 mai 1891 à Munich et mort le 11 octobre 1958 à Berlin-Est, est un homme politique, écrivain et poète allemand. Membre du Parti socialiste unifié d'Allemagne, il est ministre de la Culture au sein du gouvernement de la République démocratique allemande de 1954 à 1958. Il est également connu pour avoir écrit les paroles de l'hymne national de la RDA, Auferstanden aus Ruinen.

## Biographie

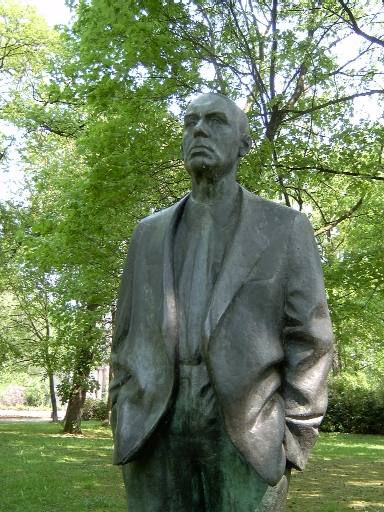
Bronze de Johannes R. Becher par Fritz Cremer dans le Bürgerpark Pankow (détail).

Johannes Robert Becher est le fils d'un magistrat aux principes rigoureux dont il se démarque dès sa prime jeunesse. En 1910, Il survit à une tentative de suicide impliquant aussi sa bien aimée qui décède de ses blessures.
De 1911 à 1918, il étudie la philologie, la philosophie et la médecine à Munich, Berlin et Iéna.
En 1911, il publie son poème  der Ringende (le lutteur), un hymne à l'écrivain Kleist qu'il admire, et en 1914 le recueil Verfall und Triumpf (décadence et triomphe), dans lequel il attaque l'ordre social de son époque. En 1916, un extrait de ses poèmes intitulés Verbrüderung (Fraternité) est consacré à Émile Zola.
En 1917, Johannes R. Becher adhère au Parti social-démocrate indépendant d'Allemagne (USPD), en 1918 au Spartakusbund et en 1919 au Parti communiste d'Allemagne (KPD). La même année, il publie son recueil de poèmes An Alle (À tous).
La parution de son roman anti-guerre Levisite oder Der einzig gerechte Krieg en 1925 lui vaut d'être accusé de « haute trahison littéraire », accusation abandonnée en 1928 sous la pression nationale et internationale.
En 1932, il devient collaborateur du journal du KPD Die Rote Fahne.
Après l'arrivée au pouvoir des nazis en 1933, Becher émigre à Prague puis à Paris. Il est déchu de sa nationalité en 1934. Réfugié à Moscou un an plus tard, il est rédacteur en chef de la revue allemande de l'exil Internationale Literatur - Deutsche Blätter.
En 1940, il publie un roman autobiographique intitulé Abschied (Adieu).
Il participe à la création en 1943 de l'organisation de résistance au nazisme Nationalkomitee Freies Deutschland. Il rentre à Berlin en juin 1945 et cofonde le Kulturbund zur demokratischen Erneuerung Deutschlands, dont il est le premier président. En outre, il fonde la maison d'édition Aufbau-Verlag, la revue culturelle mensuelle Aufbau, l'hebdomadaire Sonntag ainsi que la revue littéraire Sinn und Form.
En 1946, il adhère au Parti socialiste unifié d'Allemagne (SED). Il écrit en 1949 le texte de l'hymne de la République démocratique allemande, Auferstanden aus Ruinen, texte pour lequel il reçoit le prix national en 1950.
De 1953 à 1956, Johannes R. Becher est président de l'Académie des arts, qu'il a cofondée en 1950.
De 1954 à 1958, il est le premier ministre de la culture de la RDA.

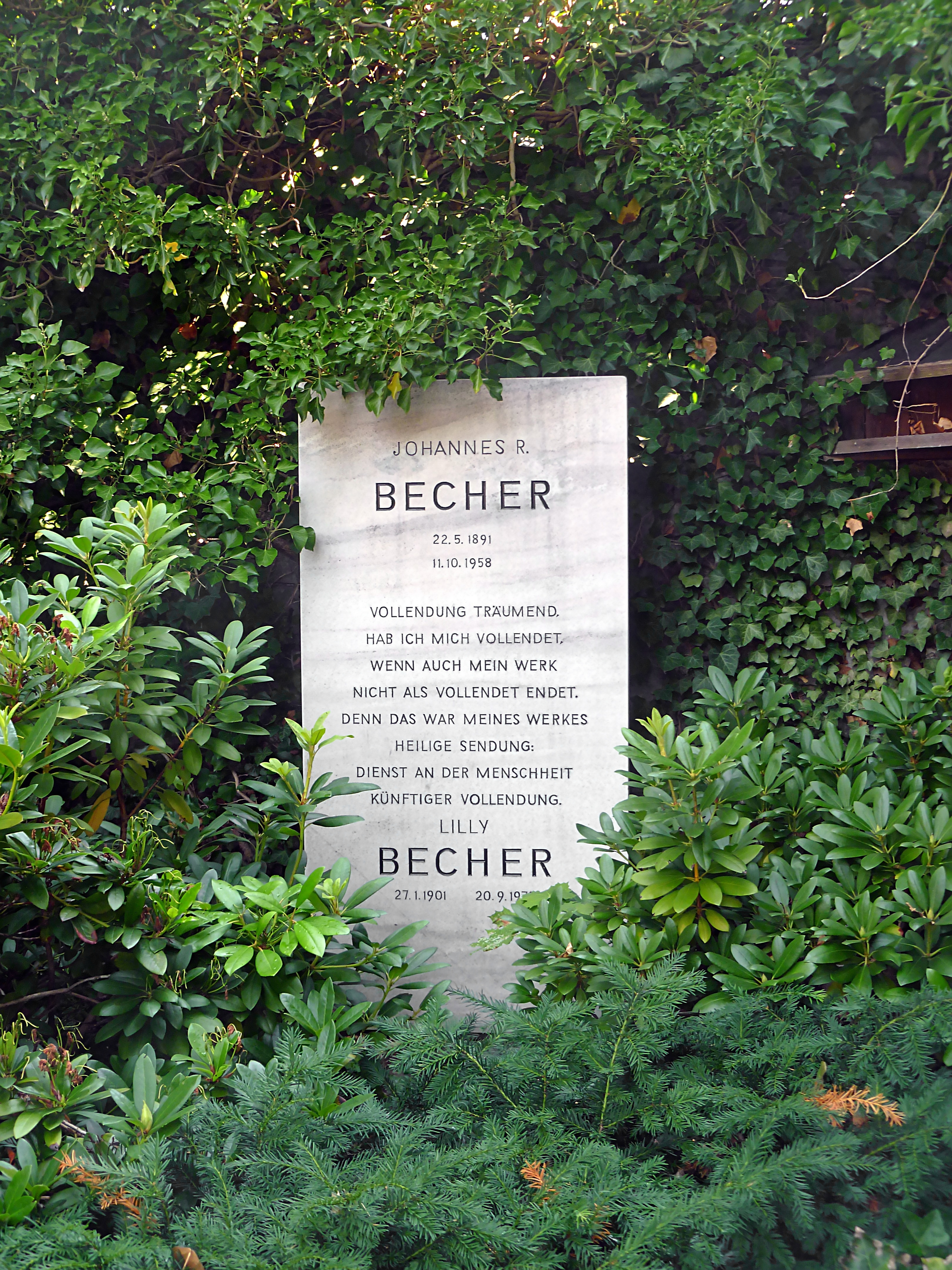
Tombe de Johannes R. Becher au cimetière de Dorotheenstadt de Berlin.

Johannes R. Becher meurt le 11 octobre 1958. Sa tombe d'honneur (Ehrengrab) se trouve au cimetière de Dorotheenstadt à Berlin.
Il était marié à la journaliste Lilly Korpus.

## Distinctions
- 1950 : prix national de la République démocratique allemande.
- 1951 : l'université Humboldt lui décerne le titre de Docteur honoris causa[2].

## Hommages
En 1960, une statue représentant le poète est réalisée par le sculpteur Fritz Cremer sur commande du ministère de la culture. Celle-ci se trouve dans le parc de Pankow (Bürgerpark Pankow), quartier de Berlin où résidait Johannes R. Becher.
En 1961 est créée la Médaille Johannes-R.-Becher pour récompenser des personnes dans les domaines des arts, de la culture, des sports et des loisirs.

## Œuvres
- Der Ringende. Kleist-Hymne (1911)
- Erde, nouvelle (1912)
- De profundis domine (1913)
- Der Idiot (1913)
- Verfall und Triumph (1914)
  - Erster Teil, poésie
  - Zweiter Teil, essais en prose
- Verbrüderung, poésie (1916)
- An Europa, poésie (1916)
- Päan gegen die Schar, poésie (1918)
- Die heilige Schar, poésie (1918)
- Das neue Gedicht. Auswahl (1912–1918), poésie (1918)
- Gedichte um Lotte (1919)
- Gedichte für ein Volk (1919)
- An alle!, poésie (1919)
- Zion, poésie (1920)
- Ewig im Aufruhr (1920)
- Mensch, steh auf! (1920)
- Um Gott (1921)
- Der Gestorbene (1921)
- Arbeiter, Bauern, Soldaten. Entwurf zu einem revolutionären Kampfdrama. (1921)
- Verklärung (1922)
- Vernichtung (1923)
- Drei Hymnen (1923)
- Vorwärts, du rote Front!, prose (1924)
- Hymnen (1924)
- Am Grabe Lenins (1924)
- Roter Marsch. Der Leichnam auf dem Thron/Der Bombenflieger (1925)
- Maschinenrhythmen, poésie (1926)
- Der Bankier reitet über das Schlachtfeld, récit (1926)
- Levisite oder Der einzig gerechte Krieg, nouvelle (1926)
- Die hungrige Stadt, poésie (1927)
- Im Schatten der Berge, poésie (1928)
- Ein Mensch unserer Zeit: Gesammelte Gedichte, poésie (1929)
- Graue Kolonnen: 24 neue Gedichte (1930)
- Der große Plan. Epos des sozialistischen Aufbaus. (1931)
- Der Mann, der in der Reihe geht. Neue Gedichte und Balladen., poésie (1932)
- Der Mann, der in der Reihe geht. Neue Gedichte und Balladen., poésie (1932)
- Neue Gedichte (1933)
- Mord im Lager Hohenstein. Berichte aus dem Dritten Reich. (1933)
- Es wird Zeit (1933)
- Deutscher Totentanz 1933 (1933)
- An die Wand zu kleben, poésie (1933)
- Deutschland. Ein Lied vom Köpferollen und von den „nützlichen Gliedern“ (1934)
- Der verwandelte Platz. Erzählungen und Gedichte, récit et poésie (1934)
- Der verwandelte Platz. Erzählungen und Gedichte, récit et poésie (1934)
- Das Dritte Reich, poésie, illustrations de Heinrich Vogeler (1934)
- Der Mann, der alles glaubte, poésie (1935)
- Der Glücksucher und die sieben Lasten. Ein hohes Lied. (1938)
- Gewißheit des Siegs und Sicht auf große Tage. Gesammelte Sonette 1935–1938. (1939)
- Wiedergeburt, poésie (1940)
- Die sieben Jahre. Fünfundzwanzig ausgewählte Gedichte aus den Jahren 1933–1940. (1940)
- Abschied. Einer deutschen Tragödie erster Teil, 1900–1914., nouvelle (1940)
- Deutschland ruft, poésie (1942)
- Deutsche Sendung. Ein Ruf an die deutsche Nation. (1943)
- Dank an Stalingrad, poésie (1943)
- Die Hohe Warte Deutschland-Dichtung, poésie (1944)
- Dichtung. Auswahl aus den Jahren 1939–1943. (1944)
- Das Sonett (1945)
- Romane in Versen (1946)
- Heimkehr. Neue Gedichte., poésie (1946)
- Erziehung zur Freiheit. Gedanken und Betrachtungen. (1946)
- Deutsches Bekenntnis. 5 Reden zu Deutschlands Erneuerung. (1945)
- Das Führerbild. Ein deutsches Spiel in fünf Teilen. (1946)
- Wiedergeburt. Buch der Sonette. (1947)
- Lob des Schwabenlandes. Schwaben in meinem Gedicht. (1947)
- Volk im Dunkel wandelnd (1948)
- Die Asche brennt auf meiner Brust (1948)
- Neue deutsche Volkslieder (1950)
- Glück der Ferne – leuchtend nah. Neue Gedichte, poésie (1951)
- Auf andere Art so große Hoffnung. Tagebuch 1950. (1951)
- Verteidigung der Poesie. Vom Neuen in der Literatur. (1952)
- Schöne deutsche Heimat (1952)
- Winterschlacht (Schlacht um Moskau). Eine deutsche Tragödie in 5 Akten mit einem Vorspiel. (1953)
- Der Weg nach Füssen, spectacle (1953)
- Zum Tode J. W. Stalins (1953)
- Wir, unsere Zeit, das zwanzigste Jahrhundert (1956)
- Das poetische Prinzip (1957)
- Schritt der Jahrhundertmitte. Neue Dichtungen, poésie (1958)